# 그녀에게 잠들다
그녀에게 잠들다는 2001년 공개된 대한민국의 영화이다.

## 배역
- 김태연 : 수빈 역
- 이주현 : 재모 역
- 권민중 : 영희 역
- 서승준 : 태식 역
- 양재성 : 정씨 역
- 방은희 : 정씨 부인 역
- 김가현 : 정씨 아기 역
- 조혜미 : 정씨 아기 역
- 조현숙 : 정씨 아기 역
- 최종원 : 선주 역
- 정형기 : 음반사 부장 역
- 이재원 : 남자 손님 역
- 하주영 : 음반사 부장 역
- 양소민 : 수빈 동생 역
- 이용희 : 남자 손님 역
- 주효만 : 쌍둥이 어부 1 역
- 정성갑 : 쌍둥이 어부 2 역
- 최경준 : 노어부 역
- 송광수 : 의사 역
- 이청 : 음반사 부장 역
- 김광영 : 음반사 부장 역
- 송하륜 : 음반사 여직원 역
- 이도협 : 음반사 직원 1 역
- 김찬우 : 음반사 직원 2 역
- 이수아 : 음반사 직원 3 역
- 장덕근 : 남자 간호사 1 역
- 김병우 : 남자 간호사 2 역
- 이근욱 : 남자 간호사 3 역
- 윤이 jazz 밴드 : 밴드 역
- 박인천 : 피팬더 역
- 권혁종 : 수빈의 전 남자친구인 정우 역
- 김민희 : 정우의 여자친구 서영 역
- 김단비 : 영희의 친구인 미영 역
- 구본영 : 한지혜 역
- 김윤정 : 정희 역
- 김종결 : 태식의 아버지 역
- 김정은
- 장정국
- 유진아
- 원재영

## 같이 보기
- 베티 블루